# 4987 Flamsteed
4987 Flamsteed este un asteroid din centura principală, descoperit pe 20 martie 1980.